# Xe tăng siêu nhẹ Carden Loyd
Xe thiết giáp Carden Loyd là một xe tăng siêu nhẹ của Anh trước và trong thế chiến 2. Nó là một mẫu khá thành công.

## Sản xuất
Carden Loyd được sản xuất từ 1927 cho tới 1935. Có khoảng 450 chiếc mọi biến thể đã được xuất xưởng.
Nó được trang bị vũ khí khác nhau tùy biến thể. Thường là mang 1 súng máy. Một số được lắp súng cối.

## Các nước sử dụng
Năm 1929, Ba Lan mua 10 (hoặc 11) chiếc.
Năm 1930, Tiệp Khắc cũng mua 3 chiếc, đồng thời sản xuất theo giấy phép 74 chiếc biến thể Tančík vz. 33.
Liên Xô cũng mua một vài chiếc. Từ các mẫu này, họ thiết kế ra xe tăng siêu nhẹ T-27. Tổng cộng có 3.228 chiếc T-27 được sản xuất trong thời gian 1931-1933.
Bolivia mua khoảng 2 tới 5 chiếc năm 1931.
Nhật Bản cũng mua 6 chiếc. Khi về Nhật, nó được đặt tên là Type 6 Machine Gun Car (カ式機銃車 Ka-shiki Kijūsha).
Italy cũng mua một số xe và sản xuất một số theo giấy phép dưới tên CV-29. Carden Loyd là nguyên mẫu để người Ý thiết kế ra chiếc L3/35 của họ.
Canada mua 12 chiếc trong những năm 1930-1931.
Thái Lan có khoảng 60 chiếc từ các nguồn khác nhau.
Ngoài ra còn một số quốc gia khác sử dụng, như Pháp, Hà Lan, Bồ Đào Nha, Phần Lan, Ấn Độ, Trung Quốc (Trung Hoa Dân Quốc), Chile, v.v...

## Biến thể mang pháo chống tăng
Quân đội Bỉ đã nâng cấp vũ khí cho Carden Loyd để tăng khả năng chiến đấu chống tăng. Năm 1931, họ thử nghiệm lắp lên trên xe một khẩu pháo 47 mm Model 1931 anti-tank gun và một mẫu khác là Canon de 76 FRC 76 mm. Tuy nhiên kết quả rất kém. Lực giật của pháo là quá mạnh đối với thân xe.
Mặc dù thất bại, nhưng đây là những kinh nghiệm quý giá để quân đội Bỉ thiết kế thành công mẫu T-13 tank destroyer năm 1935.